# Џибути на Светском првенству у атлетици у дворани
Џибути је до сада четири пута учествовало на светским првенствима у дворани. Први пут је учествовала на 9. Светском првенству 2003. у Бирмингему.
Пошто је пропустио следећа 4. првенства, вратио се 2012. и од тада редовно учествује.
Репрезентацију Џибурија, закључно са СП 2018. у Бирмингему чинили су саљмо мушки такмичари.
Своју прву и за сада једину медаљу Џибути је освојио на Светском првенству у дворани 2014. у Сопоту када је Ајанле Сулејман у трци на 1.500 м освојио ѕлатни медаљу.
После Светског првенства 2018. Џибути по укупном броју освојених медаља дели 55. место са још две земље које су освојиле по једну златну
| Место | СП у дворани |   |   |   |   |
| =53.  | Џибути       | 1 | 0 | 0 | 1 |

## Освајачи медаља на светским првенствима у дворани
| Бр. | Мед. | Име(на)         | СП          | Дисциплина | Ж | М |
| 1.  |      | Ајанле Сулејман | 2014. Сопот | 1.500 м    | – | М |

## Учешће и освојене медаље Џибутија на светским првенствима у дворани
| Учешће и освојене медаље Џибутија на СП | Учешће и освојене медаље Џибутија на СП | Учешће и освојене медаље Џибутија на СП | Учешће и освојене медаље Џибутија на СП | Учешће и освојене медаље Џибутија на СП | Учешће и освојене медаље Џибутија на СП | Учешће и освојене медаље Џибутија на СП | Учешће и освојене медаље Џибутија на СП | Учешће и освојене медаље Џибутија на СП | Учешће и освојене медаље Џибутија на СП | Учешће и освојене медаље Џибутија на СП | Учешће и освојене медаље Џибутија на СП | Учешће и освојене медаље Џибутија на СП | Учешће и освојене медаље Џибутија на СП | Учешће и освојене медаље Џибутија на СП | Учешће и освојене медаље Џибутија на СП | Учешће и освојене медаље Џибутија на СП | Учешће и освојене медаље Џибутија на СП |
| СП                                      | Учесника                                | Муш.                                    | Жене                                    | дисц.                                   |                                         |                                         |                                         |                                         | Пласман                                 | 4.М                                     | 5.М                                     | 6.М                                     | 7.М                                     | 8.М                                     | УК фин.                                 | Пл. ТУ                                  | Детаљи                                  |
| --------------------------------------- | --------------------------------------- | --------------------------------------- | --------------------------------------- | --------------------------------------- | --------------------------------------- | --------------------------------------- | --------------------------------------- | --------------------------------------- | --------------------------------------- | --------------------------------------- | --------------------------------------- | --------------------------------------- | --------------------------------------- | --------------------------------------- | --------------------------------------- | --------------------------------------- | --------------------------------------- |
| 1987 — 2003.                            | није учествовао                         | није учествовао                         | није учествовао                         | није учествовао                         | није учествовао                         | није учествовао                         | није учествовао                         | није учествовао                         | није учествовао                         | није учествовао                         | није учествовао                         | није учествовао                         | није учествовао                         | није учествовао                         | није учествовао                         | није учествовао                         | није учествовао                         |
| 2003. Бирмингем                         | 1                                       | 1                                       | 0                                       | 1                                       | 0                                       | 0                                       | 0                                       | 0                                       | -                                       | 0                                       | 0                                       | 0                                       | 0                                       | 0                                       | 0                                       | 0                                       | [ 1 ]                                   |
| 2004 — 2010.                            | није учествовао                         | није учествовао                         | није учествовао                         | није учествовао                         | није учествовао                         | није учествовао                         | није учествовао                         | није учествовао                         | није учествовао                         | није учествовао                         | није учествовао                         | није учествовао                         | није учествовао                         | није учествовао                         | није учествовао                         | није учествовао                         | није учествовао                         |
| 2012. Истанбул                          | 1                                       | 1                                       | 0                                       | 1                                       | 0                                       | 0                                       | 0                                       | 0                                       | -                                       | 0                                       | 1                                       | 0                                       | 0                                       | 0                                       | 4                                       | =35.                                    | [ 2 ]                                   |
| 2014. Сопот                             | 2                                       | 2                                       | 0                                       | 2                                       | 1                                       | 0                                       | 0                                       | 1                                       | =14.                                    | 0                                       | 0                                       | 0                                       | 0                                       | 0                                       | 8                                       | 25                                      | [ 3 ]                                   |
| 2016. Портланд                          | 2                                       | 2                                       | 0                                       | 2                                       | 0                                       | 0                                       | 0                                       | 0                                       |                                         | 0                                       | 0                                       | 0                                       | 0                                       | 0                                       | 0                                       | 0                                       | [ 4 ]                                   |
| 2018. Бирмингем                         | 3                                       | 3                                       | 0                                       | 2                                       | 0                                       | 0                                       | 0                                       | 0                                       |                                         | 0                                       | 0                                       | 0                                       | 0                                       | 0                                       | 0                                       | 0                                       | [ 5 ]                                   |
| Укупно 5 (17)                           | 9                                       | 9                                       | 0                                       |                                         | 1                                       | 0                                       | 0                                       | 1                                       | 14                                      | 0                                       | 1                                       | 0                                       | 0                                       | 0                                       | 0                                       | 25                                      |                                         |

## Преглед учешћа спортиста Џибутија и освојених медаља по дисциплинама на СП у дворани
Стање после СП 2016.
| Дисциплина | Период | Период   | Укупно | Мушки | Жене |   |   |   |   |
| Дисциплина | Прво   | Последње | Укупно | Мушки | Жене |   |   |   |   |
| ---------- | ------ | -------- | ------ | ----- | ---- | - | - | - | - |
| 1.500 м    | 2003   | 2018     | 2      | 2     | 0    | 1 | 0 | 0 | 1 |
| 3.000 м    | 2014   | 2018     | 2      | 2     | 0    | 0 | 0 | 0 | 0 |
| Укупно (2) |        |          | 3      | 3     | 0    | 1 | 0 | 0 | 1 |

Разлика у горње две табеле за 6 учесника настала је у овој табели јер је сваки такмичар без обзира колико је пута учествовао на првенствима и у колико разних дисциплина на истом првенству, рачунат само једном.

## Национални рекорди постигнути на светским првенствима у дворани
| Дисцилина         | Нови рекорд | Атлетича/ка      | Датум, Место           | Стари рекорд | Атлетича/ка      | Датум, Место           |
| ----------------- | ----------- | ---------------- | ---------------------- | ------------ | ---------------- | ---------------------- |
| Трка на 1.500 м М | 3:47.35     | Абдилаи Бу Мумин | 14. 3. 2003. Бирмингем |              |                  |                        |
| Трка на 1.500 м М | 3:39,51     | Ајанле Сулејман  | 14. 3. 2003. Бирмингем | 3:47.35      | Абдилаи Бу Мумин | 14. 3. 2003. Бирмингем |

## Занимљивости
- Најмлађи учесник: Ајанле Сулејман, 19 год, 90 дана (2012)
- Најстарији учесник: Јусуф Ис Башир, 31 год, 68 (2018)
- Највише учешћа: 3 Ајанле Сулејман, (2012, 2014 и 2016)
- Најбоље пласирани атлетичар: Ајанле Сулејман 1. место (2014)
- Најбоље пласирана атлетичарка: —
- Прва медаља: Ајанле Сулејман злато 1.500 м (2014)
- Прва златна медаља: Ајанле Сулејман (2014)
- Највише медаља: 1 Ајанле Сулејман
- Најбољи пласман Џибутија: = 14 (2014)